# Abborrtjärnen (Tåsjö socken, Ångermanland)
Abborrtjärnen är en sjö i Strömsunds kommun i Ångermanland och ingår i Ångermanälvens huvudavrinningsområde.